# Gecinulus
Gecinulus là một chi chim trong họ Picidae.